# Agapet Ier
Pour les articles homonymes, voir Agapet et Agapit.
Agapet Ier, né à Rome, est pape du 13 mai 535 à sa mort le 22 avril 536. Son père, Gordianus, était prêtre à Rome, et était peut-être apparenté à deux papes, Félix III et Grégoire Ier.
En 536, Agapet se rend à Constantinople à la demande du roi des Ostrogoths Théodat et tente en vain de persuader l'empereur byzantin Justinien Ier de renoncer à une invasion byzantine du Royaume ostrogoth. À Constantinople, Agapet dépose également le patriarche Anthime Ier de Constantinople et consacre personnellement son successeur, Mennas. Quatre des lettres d'Agapet de cette période ont survécu, deux adressées à Justinien, une aux évêques d'Afrique et une à l'évêque de Carthage.
Agapet est un saint chrétien dans les traditions catholique et orthodoxe ; sa fête est le 20 septembre dans la première et le 22 avril dans la seconde.

## Biographie

### Famille
Agapet naît à Rome ; sa date de naissance exacte est inconnue. Il est le fils de Gordianus, un prêtre romain tué par les partisans de l'antipape Laurent lors des émeutes survenues au temps du pape Symmaque en septembre 502,. Sa tante paternelle est l'épouse du pape Félix III.
De plus, il est le premier pape né non pas stricto sensu au sein de l'Empire romain, qu'il soit d'Occident ou d'Orient, mais plutôt dans le royaume d'Odoacre, qui n'a reconnu que nominalement la suprématie de l'empereur de Byzance.

### Pontificat

#### Premières mesures
Pontife rigoureux et énergique, Jeffrey Richards le décrit comme « le dernier survivant de la vieille garde Symmaque », ayant été ordonné diacre peut-être dès 502, lors du schisme des Laurentiens. Il est élevé d'archidiacre à pape en 535. Son premier acte officiel est de brûler, en présence du clergé réuni en assemblée, l'anathème que Boniface II avait prononcé contre son rival Dioscore en ordonnant qu'on le conserve dans les archives de l'Église de Rome, confirme qu'Agapet appartient à la faction de l'Église romaine la plus proche de Constantinople, contrairement au gouvernement de Ravenne.
Il fait partie de ceux qui désapprouvent l'usage de désigner son successeur. Homme de culture, il constitue une bibliothèque d'œuvres sacrées dans son palais familial sur le Cælius.
Agapet aide Cassiodore dans la fondation de son monastère de Vivarium. Il confirme les décrets des conciles de Carthage (251-256), après la libération de la province d'Afrique du joug des Vandales par Bélisaire en 534, selon lesquels les convertis à l'arianisme étaient déclarés inéligibles à l'ordre sacré et ceux déjà ordonnés étaient réduits à l'état laïque.
Il accepte un appel de Contumeliosus, évêque de Riez, qu'un concile de Marseille avait condamné pour immoralité, et il ordonne à Césaire d'Arles d'accorder à l'accusé un nouveau procès devant les légats pontificaux.

#### Mission à Constantinople

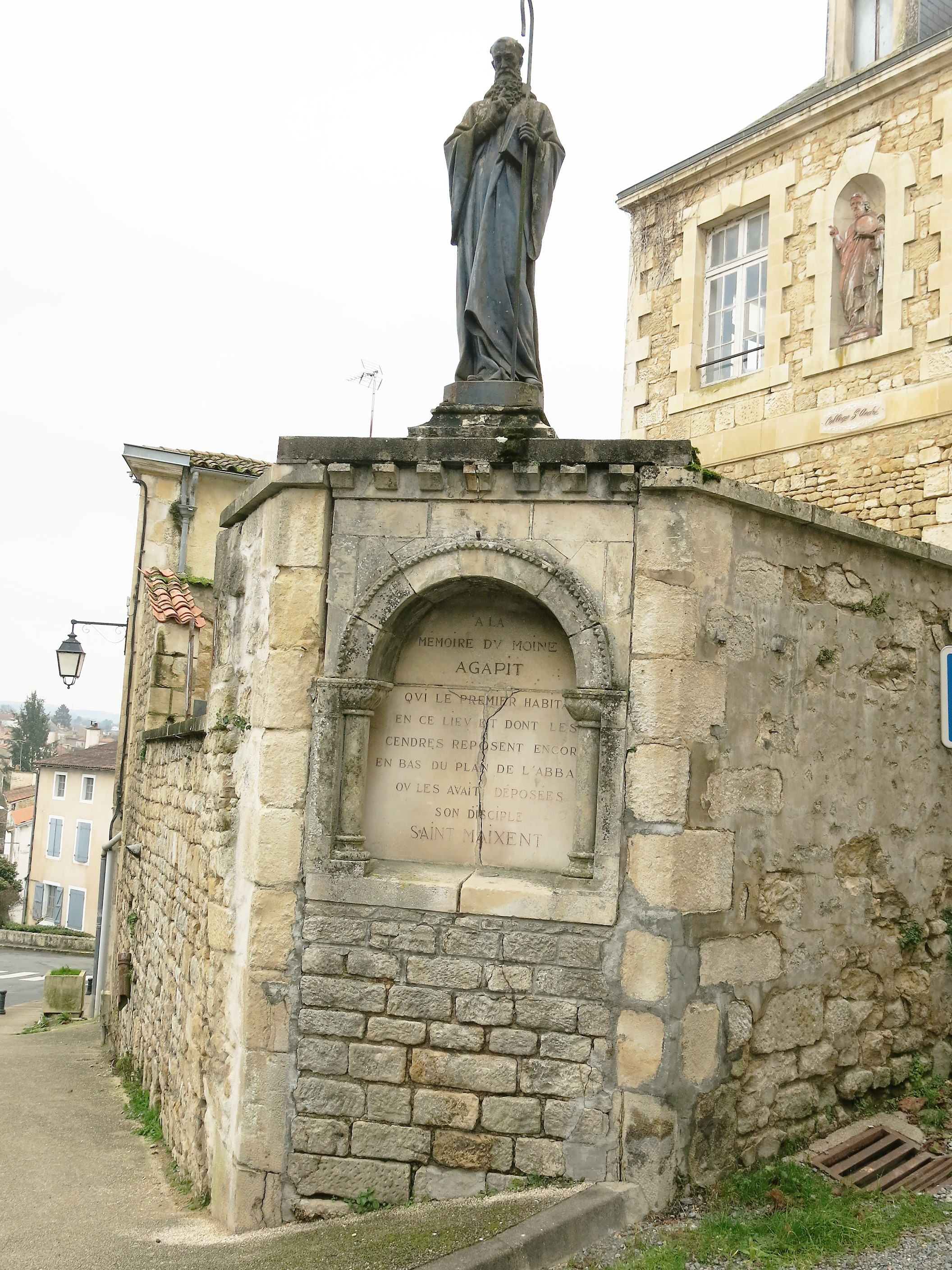
Statue d'Agapet Ier à Saint-Maixent-l'École.

Pendant ce temps, le général byzantin Bélisaire, après avoir conquis très facilement la Sicile, se prépare à envahir l'Italie. Le roi des Goths, Théodat, qui est arrivé au pouvoir en assassinant la veuve de Théodoric le Grand, demande à Agapet de se rendre à Constantinople et d'exercer son influence personnelle pour apaiser l'empereur Justinien Ier après la mort d'Amalasonte. Pour payer les coûts de cette ambassade, les conditions financières de l'Église étant mauvaises, Agapet est contraint de mettre en gage les vases sacrés de l'Église de Rome.
Agapet part au milieu de l'hiver avec cinq évêques et une suite impressionnante. En février 536, il arrive dans la capitale de l'Orient où il est reçu avec tous les honneurs dus au chef de l'Église catholique et orthodoxe (les deux termes étaient utilisés pour désigner la pentarchie). Comme il l'avait sans doute prévu, le but affiché de sa visite est voué à l'échec car Justinien est décidé à rétablir les droits de l'Empire en Italie et refuse de mettre un terme à l'invasion prévue car les préparatifs sont beaucoup trop avancés. Agapet détourne immédiatement son attention de la question politique pour aborder la question religieuse.
D'un point de vue ecclésiastique, la visite du pape à Constantinople donne lieu à une lutte acharnée contre Justinien lui-même. Ainsi, Agapet doit écarter le projet de créer à Rome la première université chrétienne du monde latin, un lieu d'étude et de recherche sur les savoirs sacrés et profanes qui aurait dû suivre le modèle de l'école théologique d'Alexandrie et de l'école théologique de Nisibe en Mésopotamie. Le projet prend forme au monastère de Vivarium.
Du point de vue de l'Église, la visite du pape à Constantinople est en définitive un triomphe, à peine moins mémorable que les campagnes de Bélisaire. L'occupant du siège de Constantinople est Anthime Ier de Constantinople, qui, sans l'accord des chanoines, avait quitté son siège épiscopal de Trabzon pour se joindre aux crypto-monophysites, lesquels, avec l'aide de l'impératrice byzantine Théodora, tentent de modifier les formules œcuméniques du concile de Chalcédoine. Malgré les protestations des orthodoxes, l'impératrice Théodora place Anthime sur le siège patriarcal.
Dès l'arrivée du pape dans la capitale, une personnalité éminente du clergé local accuse le patriarche d'être un intrus et un hérétique. Agapet lui ordonne alors de préparer une confession de foi écrite et de regagner le siège qu'il avait abandonné ; lorsqu'il refuse, il rompt toute relation avec lui et le dépose. Cette situation agace l'empereur qui, trompé par son épouse Théodora sur l'orthodoxie de son protégé, va jusqu'à menacer le pape de bannissement. Agapet aurait répondu avec esprit : « J'étais venu avec impatience admirer le très chrétien empereur Justinien. À sa place, je trouve un dioclétien dont les menaces ne me terrifient cependant pas. »
Ce langage intrépide arrête Justinien, qui finit par se convaincre que la foi d'Anthime est pour le moins suspecte ; il ne fait plus aucune objection quand le pape, exerçant la plénitude de ses pouvoirs apostoliques, dépose et suspend l'intrus et, pour la première fois dans l'histoire de l'Église de Constantinople, consacre lui-même le successeur d'Anthime, légalement élu, Mennas. Cet exercice mémorable des prérogatives papales n'a pas été oublié par les Orientaux qui, avec les Latins, le vénèrent comme saint. Justinien remet au pape une confession de foi écrite, que celui-ci accepte à la condition que « bien qu'il ne puisse admettre à un laïc le droit d'enseigner la religion, il observa avec plaisir que le zèle de l'empereur était en parfait accord avec les décisions des Pères de l'Église ». Agapet confirme en même temps l'approbation de la formule théopaschite qui remonte à son prédécesseur Jean II.
Quatre des lettres d'Agapet ont survécu. Deux sont adressées à Justinien en réponse à une lettre de l'empereur, dans laquelle Agapet refuse de reconnaître les ordinations des Ariens. Une troisième est adressée aux évêques d'Afrique, sur le même sujet. La quatrième est adressée à Réparat de Carthage, évêque de Carthage, en réponse à une lettre où ce dernier le félicitait de son élévation au Siège apostolique,

### Mort
Peu de temps après, Agapet tombe malade et meurt le 22 avril 536, après un règne de seulement dix mois. Sa dépouille est transportée dans un cercueil en plomb à Rome et déposée dans la basilique Saint-Pierre, le 20 septembre, jour où l'on célèbre sa mémoire. Son tombeau a été perdu lors de la construction de la nouvelle basilique Saint-Pierre.
Les vestiges archéologiques connus sous le nom de « salle absidale de la bibliothèque du pape Agapitus Ier » se trouvent à proximité de l'ancienne église Saint-André sur le Cælius, sur le Clivus Scauri.

## Vénération et souvenir
Agapet Ier a été canonisé par les traditions catholique et orthodoxe. L'Église de Grèce et le Martyrologe romain le fêtent le 22 avril, jour de sa mort.
Agapet est le saint patron de Plouégat-Guérand (Finistère) probablement par assimilation à un saint breton (saint Agat ou Egat, qui serait aussi à l'origine toponymique de Plouégat-Moysan), non reconnu par l'Église catholique.